# Sali (strip)
Sali je strip epizoda Dilana Doga objavljena u Srbiji u svesci #209. u izdanju Veselog četvrtka. Na kioscima se pojavila 15. februara 2024. Koštala je 450 dinara (3,8 €; 4,1 $). Imala je 94 strane.

## Originalna epizoda
Originalna epizoda pod nazivom Sally objavljena je premijerno u #418. regularne edicije Dilana Doga u Italiji u izdanju Bonelija. Izašla je 30.6.2021. Koštala je 4,9 €. Scenario je napisala Paola Barbato, a nacrtao Roi Korado. Naslovnu stranu nacrtao Điđi Kavenago. Alternativnu naslovnu stranu nacrtao je De Tomaso Fabricio.

## Kratak sadržaj
Sali Bler se zabavlja sa Hauardom Čejmbersom. Dolazi kod Dilana i saopštava mu da je mrtva. Objašnjava mu da ju je Hauard ostavio i da ne želi da je više vidi. Sali pominje da je ga je sinoć poslednji put videla. Dilan odlazi kod Hauarda, koji mu pušta snimak njihovog poslednjeg susreta. Na snimku se vidi da je Hauard očajan i da je preklinje da ne ode. Dilan se pita gde je Sali bila od sinoć do jutros, kada je došla kod njega. Karpenter i Ranija pronalaze dva svedoka za slučaj reketiranja koji istražuju. Svedoci su mrtvi, zavezani za stolicu u napuštenom skladištu.

## Prethodna i naredna sveska
Prethodna sveska regularne edicije nosila je naslov Sudnji čas (#208), a naredna Zora (#210).